# 1202
[[Категорија: 1202
.| ]]
Година 1202 (MCCII) била је проста година која је почела у уторак.

## Догађаји
- Википедија:Непознат датум — У савезу са Вуканом Немањићем продрли су Мађари у Србију и покорили је.
- Википедија:Непознат датум — Вукан Немањић је постао велики жупан, добио је рашке земље и нишку област, а Емерик је узео за себе титулу српског краља и област источно од Мораве.
- Википедија:Непознат датум — Вукан Немањић је постао угарски вазал као што је то био и босански бан Кулин.
- Википедија:Непознат датум — Умро је Марквард, немачки учитељ Фридриха II.
- Википедија:Непознат датум — Ситуација на Сицилији се закомпликовала, превладао је велики канцелар краљевства надбискуп Палерма.
- Википедија:Непознат датум — Папа Иноћентије III поверио је Фолцу од Неулија покретање Четвртог крсташког рата, у који су се укључили многи француски племићи.
- Википедија:Непознат датум — Крсташи су се са Млецима договорили о транспорту у Египат обећавајући за узврат освајање Задра за Млетке.
- Википедија:Непознат датум — Стари дужд Енрико Дандоло као слепи деведесетогодишњак полази са крсташима давши тако пример својим суграђанима.
- Википедија:Непознат датум — У Венецији је умро Теобалд III од Шампање, вођа крсташа, и заменио га је Конрадов брат Бонифације од Монферата.
- Википедија:Непознат датум — Енглески краљ Јован Без Земље, намесник француског краља, осуђен је за издају и одузети су му сви његови поседи осим Аквитаније у процесу који је против њега покренуо Филип II Август.
- Википедија:Непознат датум — У Пољској је умро војвода Мјешко III Стари. Наследио га је син Владислав III Ласконоги.
- Википедија:Непознат датум — На дански престо дошао је Валдемар II, звани Победник.
- Википедија:Непознат датум — Умро је норвешки краљ Свере Сигурдсон. Наследио га је Хокон III.
- Википедија:Непознат датум — Бискуп Алберт од Апелдерена заузео је Ригу и позвао војни ред витезова мачоносаца (militas Christi).
- Википедија:Непознат датум — Иноћентије III је покушао да крсташе одврати од освајања хришћанског Задра.
- 8. октобар Кренула је велика млетачка флота на исток с крсташима.

### Новембар
- 10. новембар – Опсада Задра, Задар је ипак опкољен и освојен, 24. новембар.

### Децембар
- Википедија:Непознат датум — Индијско Краљевство Виндја Прадеш пало је у муслиманске руке након пораза који је Кутб уд-Дин Аибек нанео династији Кандела.
- Википедија:Непознат датум — Лаксманасена, из династије Сена, препустио је Бенгал у руке Арапину Мухамаду ибн-Бахтијару.

## Смрти
- Ђоакино да Фјоре

- Кнут VI Дански

- Мјешко III Стари

- Рене од Сидона

- Свере Сигурдсон